# Марко Андреоли
Марко Андреоли (на италиански: Marco Andreolli) е италиански професионален футболист, централен защитник. Той е играч на Каляри. Висок е 187 см.